# Семенихины
Семенихины — деревня в Слободском районе Кировской области в составе Шиховского сельского поселения.

## География
Находится на расстоянии примерно 12 км на юго-восток от Нового моста через Вятку в городе Киров недалеко от правого берега Вятки. 

## История
Известна с 1678 года как починок Палкинский или Артюхинский с 2 дворами, в 1764 году здесь (тогда починок Гадинский) учтено было 38 жителей. В 1873 году в деревне (тогда Гадинская или Селихины) было учтено дворов 11 и жителей 82, в 1905 (починок Гадинский или Семенихины) 8 и 56, в 1926 17 и 68, в 1950 17 и 87. В 1989 году оставалось 26 жителей. 

## Население
Постоянное население  составляло 19 человек (русские 100%) в 2002 году, 13 в 2010.